# Miss Rwanda 2012
Miss Rwanda 2012, 3e élection de Miss Rwanda, s'est déroulée le 1er septembre 2012 au Gikondo Expo Grounds de Kigali.
La gagnante, Aurore Mutesi Kayibanda, succède à Grace Bahati, Miss Rwanda 2009. Grace Bahati n'a pas été invitée à remettre officiellement sa couronne à sa successeure puisqu'elle a donné naissance à un garçon hors mariage. Un tabou fort présent dans la culture rwandaise.

## Classement final
| Titre            | Candidates                                                               |
| ---------------- | ------------------------------------------------------------------------ |
| Miss Rwanda 2012 | - Province du Sud - Aurore Mutesi Kayibanda                              |
| 1re dauphine     | - Province de l'Ouest - Natacha Uwamahoro                                |
| 2e dauphine      | - Province du Sud - Ariane Murerwa                                       |
| Top 5            | - Province de l'Est - Carmen Akineza - Province du Nord - Francine Uwase |

## Candidates
| Titre régional                           | Nom                     | Âge    | Élue le                     |
| ---------------------------------------- | ----------------------- | ------ | --------------------------- |
| Miss Province du Sud                     | Aurore Mutesi Kayibanda | 20 ans | 14 juillet 2012 à Butare    |
| Miss Province de l'Ouest                 | Ester Uwingabire        | 23 ans | 21 juillet 2012 à Gisenyi   |
| Miss Province de l'Est                   | Liliane Mubera Umutesi  | 20 ans | 28 juillet 2012 à Rwamagana |
| Miss Province du Nord                    | Francine Uwase          | 19 ans | 5 août 2012 à Musanze       |
| Miss Kigali                              | Joe Christa Giraso      | 20 ans | 12 août 2012 à Kigali       |
| 1re dauphine de Miss Province du Sud     | Deborah Abiellah Isimbi | 20 ans | 14 juillet 2012 à Butare    |
| 1re dauphine de Miss Province de l'Ouest | Natacha Uwamahoro       | 20 ans | 21 juillet 2012 à Gisenyi   |
| 1re dauphine de Miss Province de l'Est   | Fidelis Tega Karangwa   | 20 ans | 28 juillet 2012 à Rwamagana |
| 1re dauphine de Miss Province du Nord    | Françoise Ingabire      | 21 ans | 5 août 2012 à Musanze       |
| 1re dauphine de Miss Kigali              | Johali Nsengiyumva      | 19 ans | 12 août 2012 à Kigali       |
| 2e dauphine de Miss Province du Sud      | Ariane Umurerwa         | 20 ans | 14 juillet 2012 à Butare    |
| 2e dauphine de Miss Province de l'Ouest  | Annick Umwamikazi       | 21 ans | 21 juillet 2012 à Gisenyi   |
| 2e dauphine de Miss Province de l'Est    | Carmen Akineza          | 20 ans | 28 juillet 2012 à Rwamagana |
| 2e dauphine de Miss Province du Nord     | Ange Uwamahoro          | 20 ans | 5 août 2012 à Musanze       |

## Déroulement de la cérémonie
Le thème de l'élection est Beauté avec une intention. Ce thème permet aux candidates d'apporter leur vision à résoudre et à défendre les causes sociales et économiques au Rwanda en adoptant le concept de la beauté. 
Ensuite fut annoncé Fidelis Tega Karangwa comme Miss Photogénique, Joe Christa Giraso comme Miss Innovation ainsi qu'Ange Uwamahoro, gagnante du prix de Miss Sympathie. Liliane Mubera Umutesi remporte le prix de Miss Popularité. 
Les 5 finalistes sont ensuite annoncées.
À la fin de la cérémonie, le nom de la gagnante est annoncé.

### Prix attribués

#### Prix spéciaux
| Prix                                | Nom                                        |
| ----------------------------------- | ------------------------------------------ |
| Miss Popularité (Miss Popularity)   | Province de l'Est - Liliane Mubera Umutesi |
| Miss Sympathie (Miss Congeniality)  | Province du Nord - Ange Uwamahoro          |
| Miss Innovation                     | Kigali - Joe Christa Giraso                |
| Miss Photogénique (Miss Photogenic) | Province de l'Est - Fidelis Tega Karangwa  |

#### Prix non officiels
| Titre national   | Candidate               | Prix                                                                       | Sponsor            |
| ---------------- | ----------------------- | -------------------------------------------------------------------------- | ------------------ |
| Miss Rwanda 2012 | Aurore Mutesi Kayibanda | Un voyage de quatre nuit au Inkwanzi Lodge à Pretoria ( Afrique du Sud)    | RwandAir           |
| Miss Rwanda 2012 | Aurore Mutesi Kayibanda | Une voiture d'une valeur de 25 000 000 RWF                                 |                    |
| Miss Rwanda 2012 | Aurore Mutesi Kayibanda | Un décodeur DSTV                                                           | Tele 10            |
| Miss Rwanda 2012 | Aurore Mutesi Kayibanda | Un pack de produits de beauté                                              | Simba Supermarket  |
| Miss Rwanda 2012 | Aurore Mutesi Kayibanda | Un pack de produits capillaires                                            | Shair Hair Academy |
| 1re dauphine     | Natacha Uwamahoro       | Un voyage aller-retour de trois nuits au Serena Hotel Zanzibar ( Tanzanie) | RwandAir           |
| 1re dauphine     | Natacha Uwamahoro       | Un pack de produits de beauté et des produits capillaires                  | Simba Supermarket  |
| 2e dauphine      | Ariane Murerwa          | Un voyage aller-retour de trois nuits au Serena Hotel Mombasa ( Kenya)     | RwandAir           |
| 2e dauphine      | Ariane Murerwa          | Un pack de produits de beauté et des produits capillaires                  | Simba Supermarket  |

## Observations